# Lijst van Diploglossidae
Onderstaand een lijst van alle soorten uit de familie Diploglossidae. Er zijn 52 soorten die verdeeld zijn in drie geslachten. De lijst is gebaseerd op de Reptile Database.
- Soort Celestus adercus
- Soort Celestus agasepsoides
- Soort Celestus anelpistus
- Soort Celestus badius
- Soort Celestus barbouri
- Soort Celestus bivittatus
- Soort Celestus carraui
- Soort Celestus costatus
- Soort Celestus crusculus
- Soort Celestus curtissi
- Soort Celestus cyanochloris
- Soort Celestus darlingtoni
- Soort Celestus duquesneyi
- Soort Celestus enneagrammus
- Soort Celestus fowleri
- Soort Celestus haetianus
- Soort Celestus hewardi
- Soort Celestus hylaius
- Soort Celestus ingridae
- Soort Celestus laf
- Soort Celestus legnotus
- Soort Celestus macrotus
- Soort Celestus marcanoi
- Soort Celestus microblepharis
- Soort Celestus montanus
- Soort Celestus occiduus
- Soort Celestus orobius
- Soort Celestus rozellae
- Soort Celestus scansorius
- Soort Celestus sepsoides
- Soort Celestus stenurus
- Soort Celestus warreni
- Soort Diploglossus atitlanensis
- Soort Diploglossus bilobatus
- Soort Diploglossus delasagra
- Soort Diploglossus fasciatus
- Soort Diploglossus garridoi
- Soort Diploglossus lessonae
- Soort Diploglossus microlepis
- Soort Diploglossus millepunctatus
- Soort Diploglossus monotropis
- Soort Diploglossus montisilvestris
- Soort Diploglossus montisserrati
- Soort Diploglossus nigropunctatus
- Soort Diploglossus owenii
- Soort Diploglossus pleii
- Soort Ophiodes enso
- Soort Ophiodes fragilis
- Soort Ophiodes intermedius
- Soort Ophiodes luciae
- Soort Ophiodes striatus
- Soort Ophiodes vertebralis